# Ata-jourt Kyrgyzstan
Ne doit pas être confondu avec Ata-Jourt.
Ata-jourt Kyrgyzstan (en kirghize : Ата-Журт Кыргызстан romanisé : Ata-Zhurt Qyrghyzstan) est un parti politique du Kirghizistan en lice lors des élections législatives de 2021. Le parti n'est pas affilié à Ata-jourt mais lié au président Sadyr Japarov et au parti Mekentchil.
Le parti est fondé légalement en 1999.

## Résultats électoraux

### Élections législatives
| Année | Voix    | %     | Élus    | Rang |
| ----- | ------- | ----- | ------- | ---- |
| 2021  | 223 892 | 17,30 | 15 / 54 | 1er  |